# Strzępiak szaroliliowy

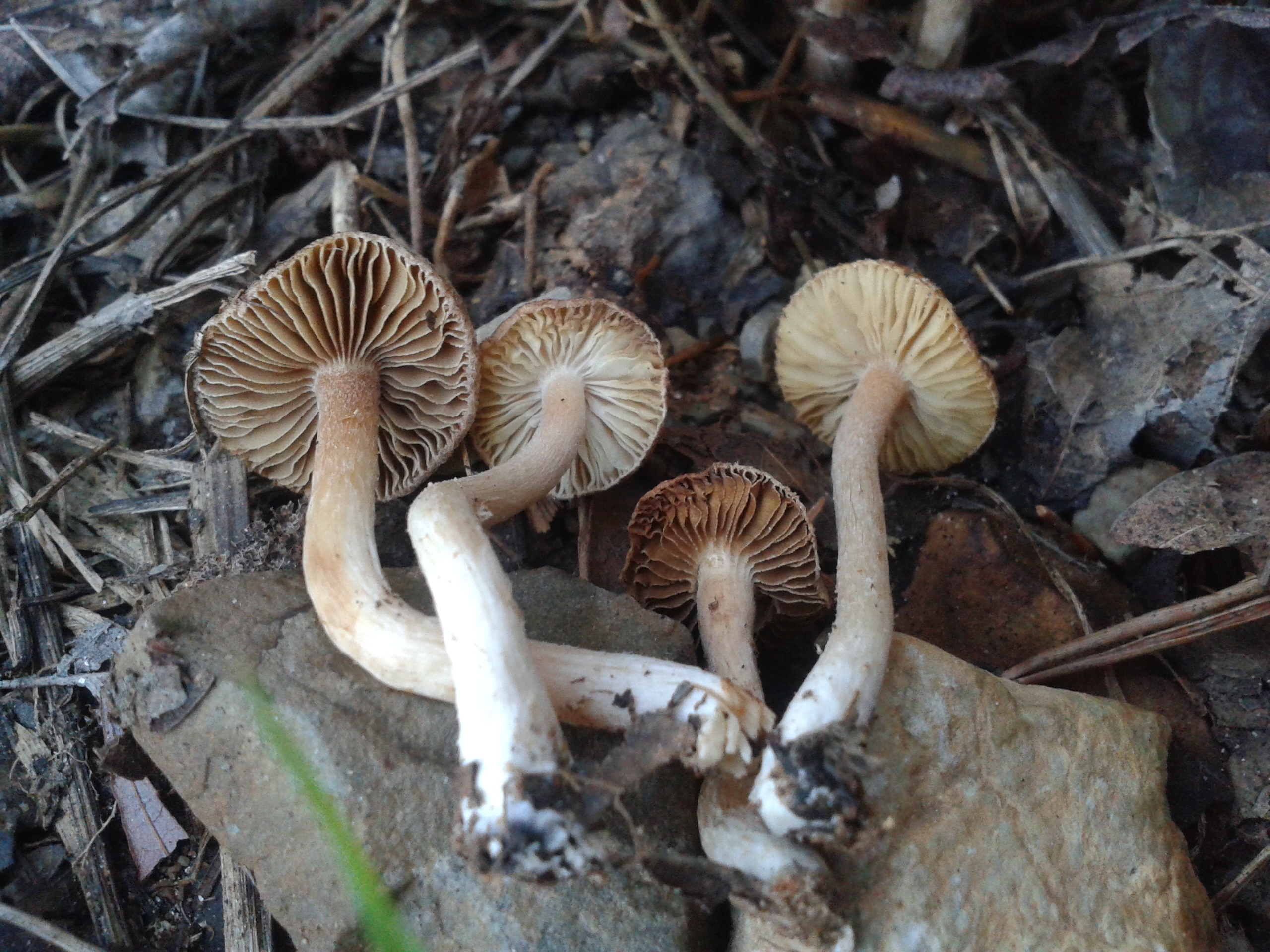

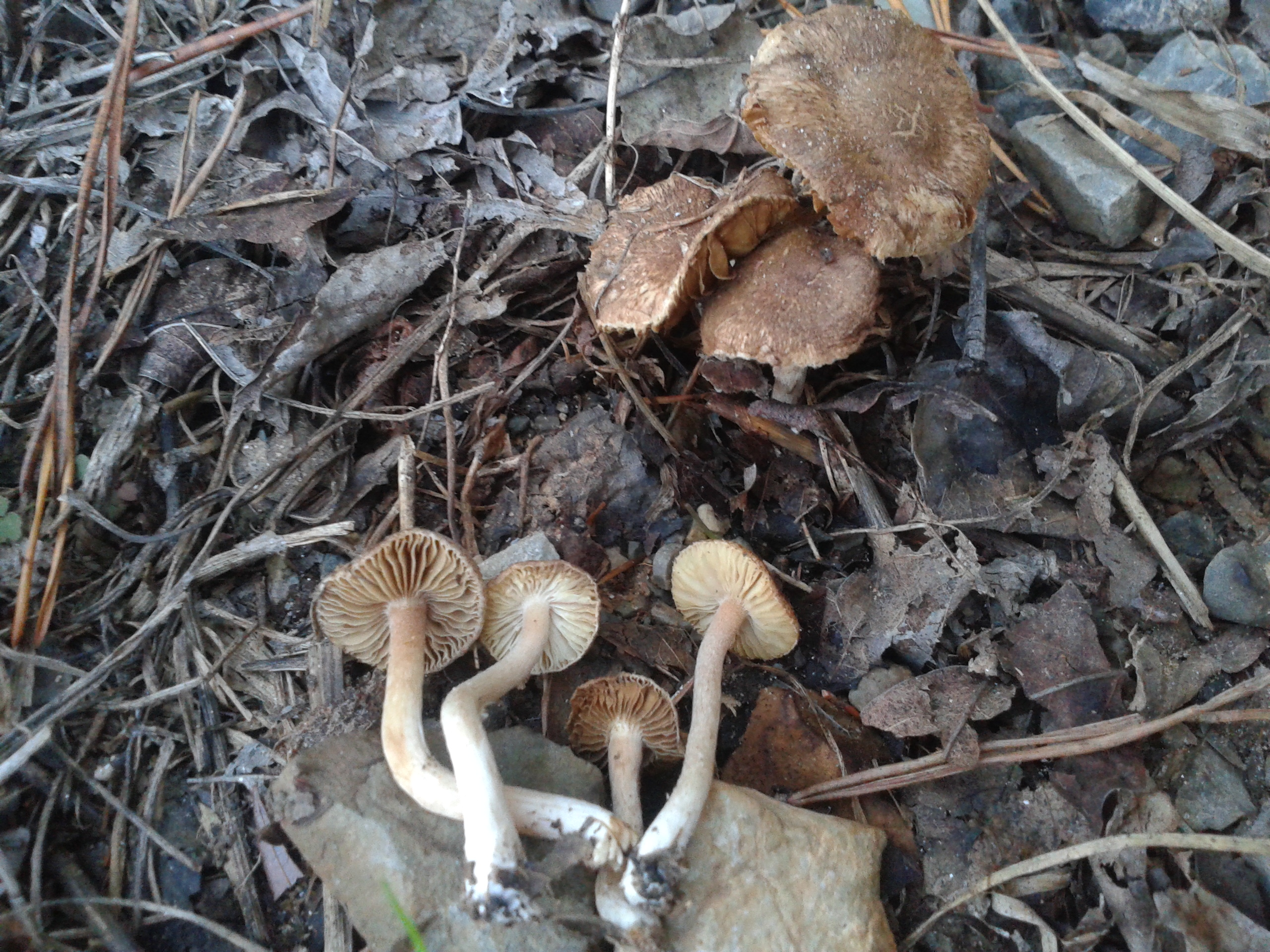

Strzępiak szaroliliowy  (Inocybe griseolilacina J.E.Lange) – gatunek grzybów należący do rodziny strzępiakowatych (Inocybaceae).

## Systematyka i nazewnictwo
Pozycja w klasyfikacji według Index Fungorum: Inocybe, Inocybaceae, Agaricales, Agaricomycetidae, Agaricomycetes, Agaricomycotina, Basidiomycota, Fungi.
Synonim: Inocybe griseolilacina var. furcaticystidiata E. Ludw. 2017
Nazwę polską zaproponował Władysław Wojewoda w 2003 r. Andrzej Nespiak w 1990 r. opisał ten gatunek pod nazwą strzępiak szarolila

## Morfologia
Kapelusz
Średnica 2–3,5 cm, dzwonkowato–wypukły z niewielkim i tępym garbkiem, czasami bez garbka, z resztkami osłony. Powierzchnia bladoszara z lekkim fioletowym odcieniem, lub jasnoochrowa, jednolita, sucha, włókienkowato–zamszowata, na szczycie nieco łuseczkowata.
Blaszki
Gęste, cienkie, zatokowato wykrojone, białawe z odcieniem ochrowym i fioletowym. Ostrza jaśniejsze i orzęsione.
Trzon
Wysokość 3–6 cm, grubość 0,3–0,5 cm, walcowaty, bez bulwki w podstawie. Powierzchnia delikatnie włókienkowata, jasnoszara z fioletowym odcieniem, u starszych owocników może być fioletowa.
Miąższ
Brudnożółtawy, w trzonie z fioletowym odcieniem. Smak niewyraźny, zapach ziemisty.
Cechy mikroskopowe
Zarodniki migdałkowate bez dzióbków, o wymiarach 8–10,5 × 5–6 µm z 8-10 µm. Podstawki 30 × 9 µm. Metuloidy 60–75 × 13–18 µm, wrzecionowate, smukłe, często bez kryształków, cienkościenne, pod wpływem wodorotlenku amonu nieżółknące.

## Występowanie i siedlisko
Podano występowanie strzępiaka szaroliliowego w Europie, Ameryce Północnej i Japonii. W piśmiennictwie naukowym na terenie Polski do 2003 r. podano na 4 stanowiskach. Nowsze stanowiska tego gatunku w Polsce podaje internetowy atlas grzybów. Znajduje się na Czerwonej liście roślin i grzybów Polski. Ma status R – gatunek rzadki.
Grzyb mikoryzowy. Rośnie na ziemi, w lasach i zaroślach, głównie w buczynach.

## Gatunki podobne
W buczynach podano także występowanie gatunku Inocybe personata Kühner. Według A. Nespiaka jest on prawdopodobnie identyczny z I. griseolilacina. Cechy, na podstawie których wyróżniono gat. I. personata są tak nieistotne, że nie kwalifikują do utworzenia nowego gatunku. Biorąc pod uwagę, że występuje on w takich samych siedliskach (buczyny), może to być co najwyżej odmiana I. griseolilacina.